# Dichocarpum malipoenense
Dichocarpum malipoenense là một loài thực vật có hoa trong họ Mao lương. Loài này được D.D.Tao mô tả khoa học đầu tiên năm 1989.